# Río Virilla
Río Virilla är ett vattendrag i Costa Rica. Det ligger i den centrala delen av landet, 30 km väster om huvudstaden San José.